# Вітер у вербах
«Вітер у вербах», у першому українському перекладі «Вітер у верболозі» (англ. The Wind in the Willows) — дитячий фентезійний роман англійського письменника Кеннета Грема.
Номер 96 у Рейтингу 100 найкращих книг усіх часів журналу Ньюсвік.

## Зміст
1. Розділ перший — Високий берег
2. Розділ другий — Широкий шлях
3. Розділ третій — Старий Ліс
4. Розділ четвертий — пан Борсук
5. Розділ п'ятий — Дім жаданий
6. Розділ шостий — Пан Жаба
7. Розділ сьомий — Сопілка на світанку
8. Розділ восьмий — Жабині пригоди
9. Розділ дев'ятий — Мандрівці всі
10. Розділ десятий — Дальші Жабині пригоди
11. Розділ одинадцятий — «І сльози його. наче дощ навесні…»
12. Розділ дванадцятий — Повернення Одіссея[2]

## Персонажі
- Містер Кріт — головний герой першої третини книги, далі грає важливу, але вже не центральну роль. Сміливий, чесний, відкритий, добрий, трохи наївний, старанний персонаж, полюбляє споглядати і відкривати для себе нове. Спочатку він не виступає сильною особистістю і багато в чому перебуває під впливом більш рішучого і мудрого містера Рета. Але в подальшому виявляє більше ініціативи, проявляє тонкий психологізм в той момент, коли до Щура приходить меланхолія.
- Містер Рет (Ретті, Крис) — водяний щур. Живе на березі річки. Серйозний, самостійний, розумний. Спочатку він справляє враження реаліста, що віддає перевагу спокійному життю на річці, а не далеким краям. Але пізніше у Рета відкривається і споглядальна, поетична жилка. У другій третині книги цей персонаж виходить на перший план, стає головною дійовою особою. В іншій частині сюжету він грає роль відважного й розсудливого друга — значну, але вже не центральну роль.
- Містер Жабс (Тоуд, Жабба або Жаб) — багатий гульвіса, вкрай захоплива натура. Перші дві третини книги зображується як вельми неприємний персонаж, хитрий і дурний одночасно, до того ж самовдоволений і самозакоханий. В останній третині твори, коли він стає центральною дійовою особою, його характер розкривається ширше. Він виявляється добродушним, кмітливим, талановитим, а всі його недоліки (пихатість, брехливість та ін.) тепер виглядають нешкідливими і викликають швидше сміх. Мабуть, найколоритніший герой книги. Хоча кожен її персонаж — дуже складна й самобутня особистість. Містер Жабс поєднує в собі архетипні образи багатого хлюсти і трикстера.
- Містер Борсук — суворий, строгий, мудрий, але трохи пихатий друг головних героїв. Тим не менш він завжди правий, а тому в спільних задумах відіграє роль лідера. Однак ні в одній частині твору цей персонаж не є центральним образом. Його характер не розкритий з такою глибиною, як характери основних персонажів.

## Переклади
- Вітер у верболозі / пер. В. Вишневий. — К.: Молодь, 1985.—168 с. [Архівовано 18 травня 2015 у Wayback Machine.]
- Вітер у вербах / «Навчальна книга — Богдан», 2008.—348 с. ISBN 978-966-408-336-9[3]